# توئینک (اصطلاح گی)

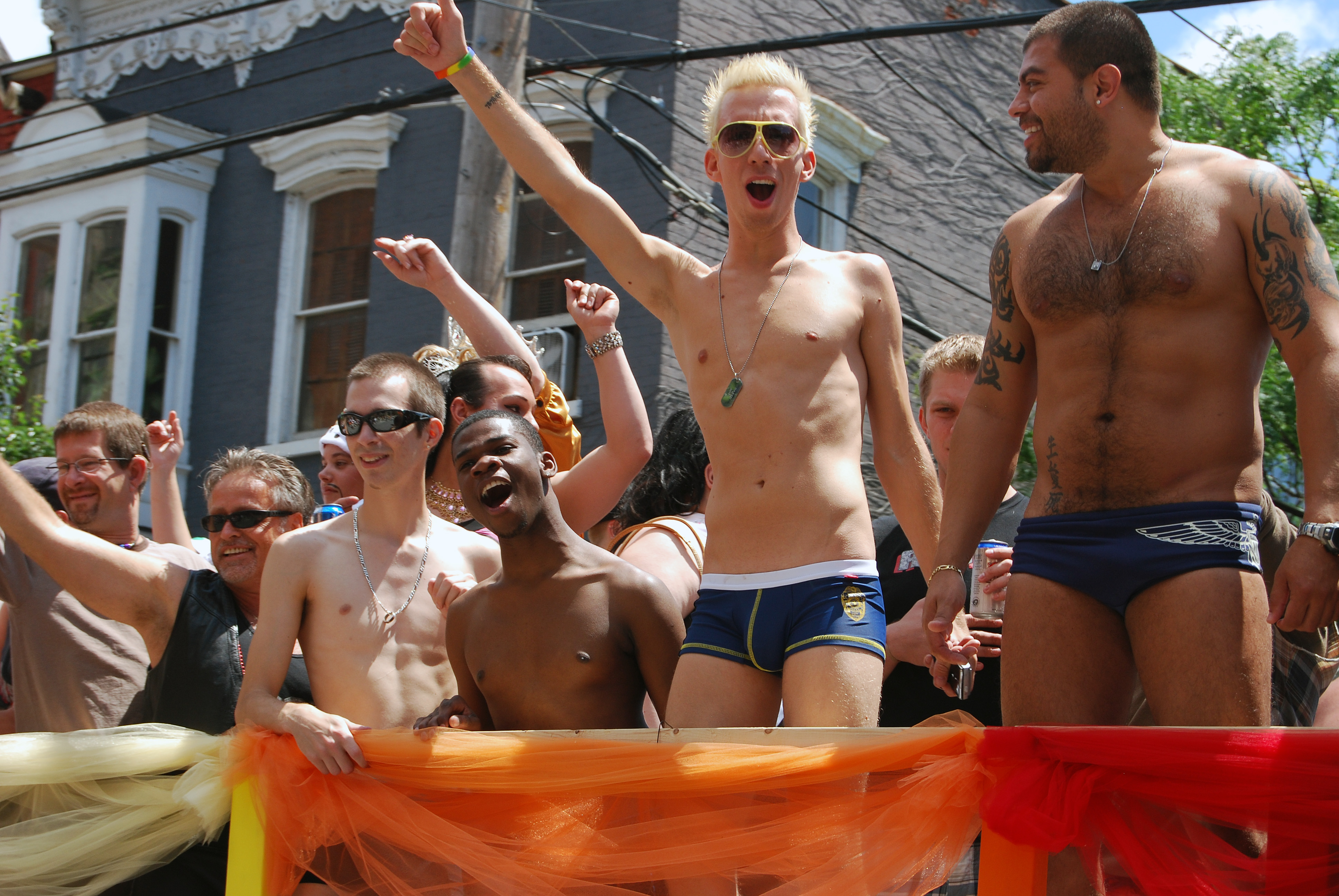
گروهی از مردان در رژه دگرباشان جنسی در آلبانی، نیویورک، ژوئن ۲۰۰۹.

توئینک (به انگلیسی: Twink) در زبان عامیانه همجنسگرایان مردانه برای اشاره به مردی جوان که در دوران نوجوانی خود می‌باشد. صفات ظاهری او می‌تواند شامل: جذابیت فیزیکی؛ صورت و بدن بدون مو، ساخت باریک و متوسط بدنی و چشم رنگی و ظاهری جوان باشد.